# Silicernius
Silicernius là một chi bọ cánh cứng trong họ 
Elateridae.
Chi này được miêu tả khoa học năm 1859 bởi Heyden.

## Các loài
Chi này có các loài:
- Silicernius spectabilis Heyden, 1859